# Joséphine de Malines

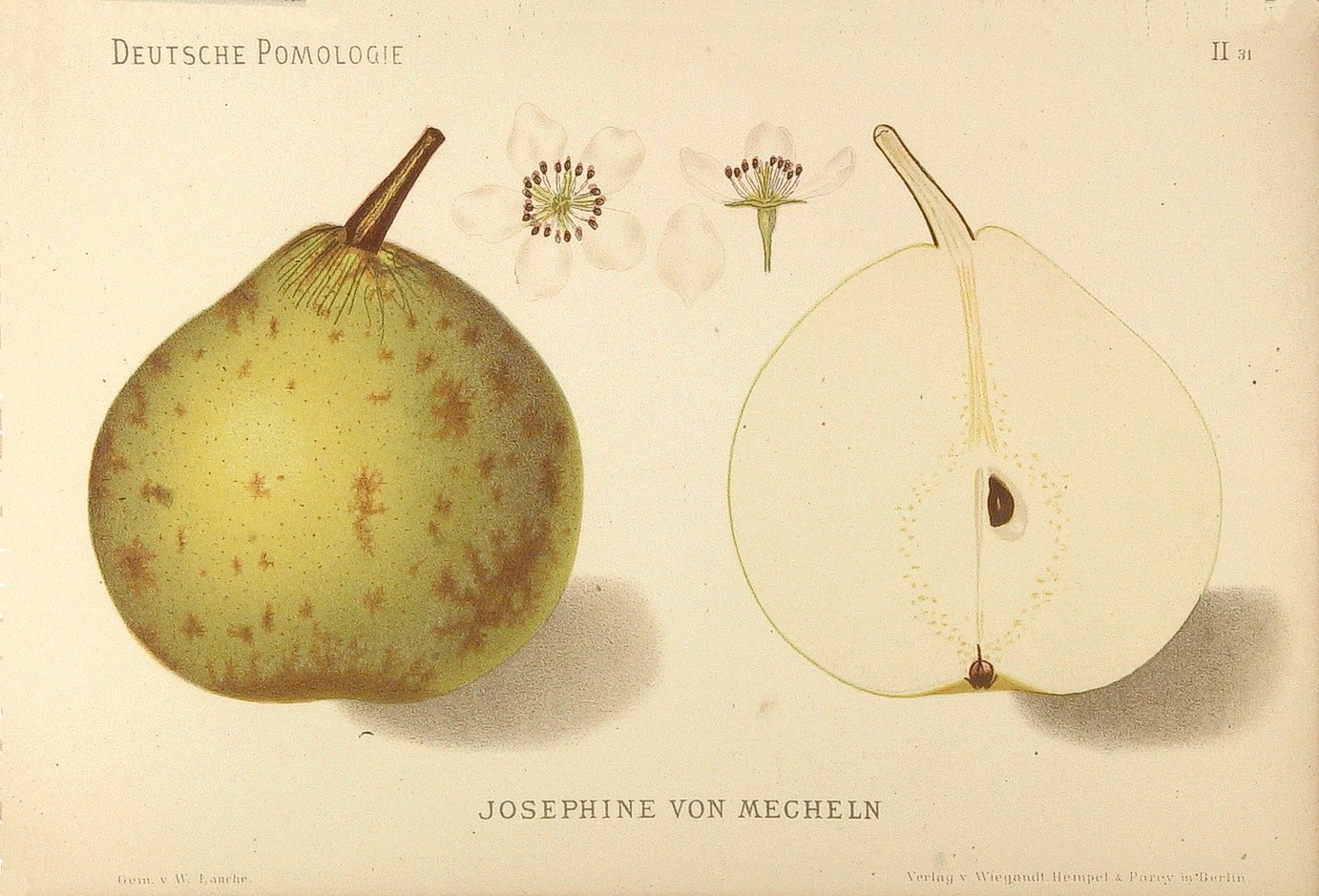
Joséphine de Malines par Wilhelm Lauche

Joséphine de Malines est une variété de poire

## Origine
Malines, Belgique. 
Obtenue par le Major Esperen, à Malines.

## Description

### Arbre
Rameaux : gros, peu longs, marron clair, étalés ; à très petites lenticelles grises.
Yeux : assez gros, courts et obtus.
Culture : en général, cette variété est jugée bien diversement, suivant les régions et les cultivateurs.
Cette variété peut être greffée sur franc ou sur cognassier, elle se prête assez bien aux formes régulières, mais il lui faut un sol ni trop fort, ni trop humide, et une bonne exposition. On lui donne une taille longue en ménageant les brindilles.
Elle s'accommode bien de l'espalier, qui augmente le volume et la qualité du fruit elle peut également être cultivée sur tige dans toutes les régions.
Variété résistante à la tavelure.
Fruit d'amateur et de commerce.

### Fruit

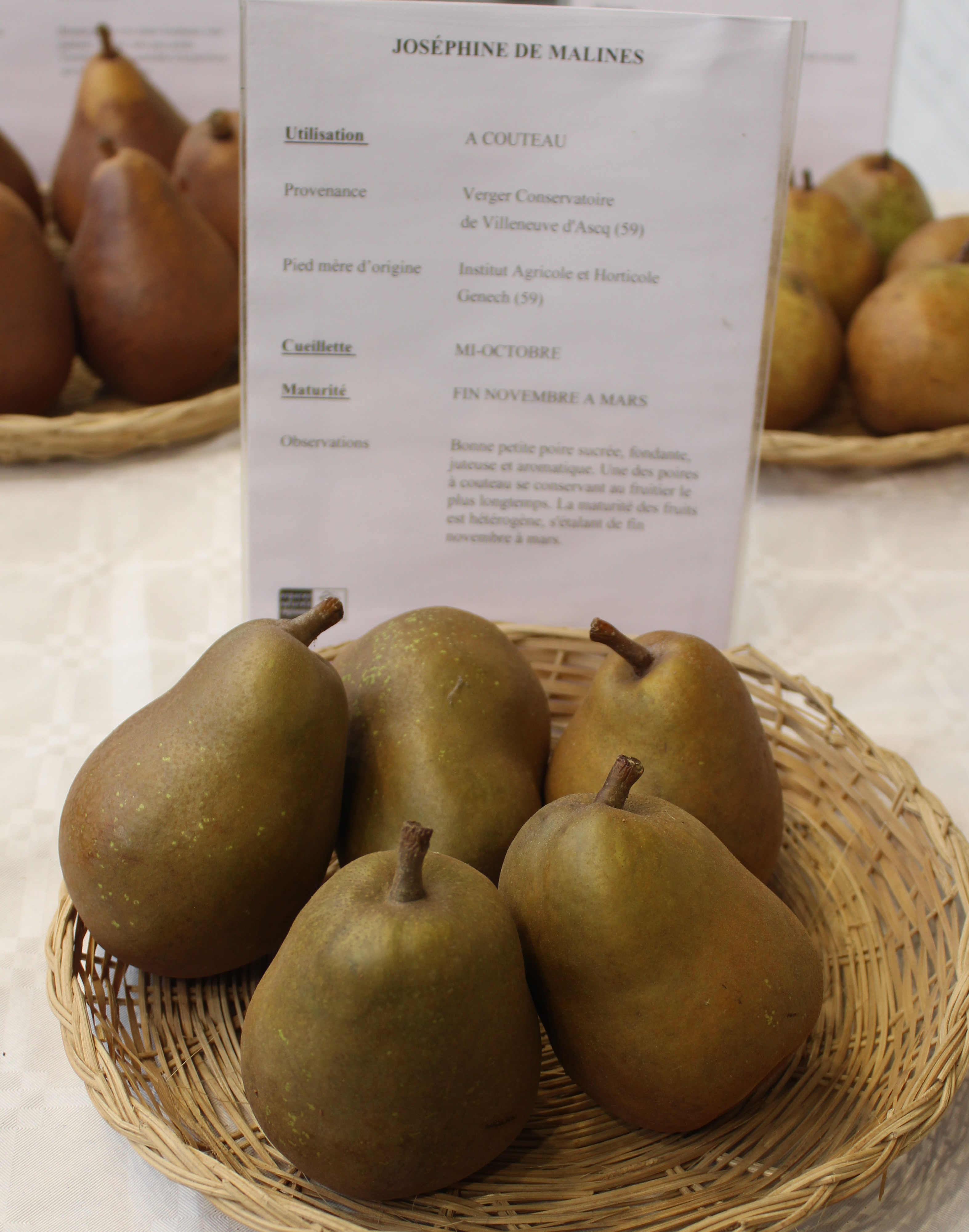
En exposition.

Il est moyen ou presque moyen, turbiné, obtus et bosselé vers le pédicelle.
Épiderme : assez épais, jaune citrin, marbré de brun fauve, relevé de jaune orangé avec ponctuations de rouille à l'insolation.
Pédicelle : de moyenne longueur, assez gros, charnu, implanté dans une légère dépression bosselée.
Œil : petit, ouvert, dans une petite dépression évasée.
Chair : blanc rosé, surfine, fondante, très juteuse ; à saveur sucrée, relevée d'un parfum de rose prononcé.
Qualité : très bonne.
Maturité : courant d'hiver jusqu'en mars.

## Maturité
En hiver